# Alcolea de Tajo
Alcolea de Tajo es un municipio y localidad española situada en la parte meridional de la comarca de La Campana de Oropesa, en la provincia de Toledo, perteneciente a la comunidad autónoma de Castilla-La Mancha. Cuenta con una población de 839 habitantes (INE 2023). Aunque la localidad no es atravesada por el río Tajo, el río cruza su término municipal.

## Toponimia
El término Alcolea deriva del árabe al-quleya que significa el castillejo (diminutivo de al-qal 'a, castillo). En 1129 aparece con el nombre de Barranco de Alcolea y en 1086 con el de Alcoleya.

## Geografía

### Ubicación
Situada en la Campana de Oropesa, al margen derecho del Río Tajo, se encuentra la Villa de Alcolea de Tajo. Está situada a 340 m sobre el nivel del mar. Su término comprende una extensión de 64,5 km. Su fisionomía geográfica es en gran parte llana. El municipio se encuentra enclavado en un altozano desde donde se divisa el Río Tajo, desarrollándose la población hacia la ladera Note de esta elevación. En su suelo se levantan algunos cerros de distintos tamaños: el cerro Toril (a 472 m sobre el nivel del mar), el cerro La Horca (386 m sobre el nivel del mar) y el cerro del Castuero (381 m sobre el nivel del mar). En su terreno se desarrollan numerosos arroyos de prolongadas sequías. Encontramos los siguientes arroyos o regueros: el de Retamosa, de la Zarzuela, el de las Charchas, el Cocodrilo, el de las Matanzas, de Padrejón, de las Praderas, de la Fuente de la Teja, de la Fuente del Piojo y el de las Chozuelas.
Limita con los municipios toledanos de El Puente del Arzobispo, Torrico, Oropesa, Calera y Chozas, Aldeanueva de Barbarroya, Navalmoralejo, y Azután, y con el municipio cacereño de Villar del Pedroso.
El municipio alcoleano comprende los núcleos de población de Alcolea de Tajo, El Bercial, El Bercial de San Rafael y Vistalegre.
El acceso a Alcolea de Tajo se realiza a través de la carretera CM-4101.
| Noroeste: Torrico                 | Norte: Oropesa | Noreste: Calera y Chozas       |
| Oeste: El Puente del Arzobispo    |                | Este: El Bercial de San Rafael |
| Suroeste: El Puente del Arzobispo | Sur: Azután    | Sureste: El Bercial            |

### Clima
Alcolea de Tajo tiene un clima mediterráneo de tipo Csa según la clasificación climática de Köppen.
| Parámetros climáticos promedio de Alcolea de Tajo en el periodo 1961-1987 | Parámetros climáticos promedio de Alcolea de Tajo en el periodo 1961-1987 | Parámetros climáticos promedio de Alcolea de Tajo en el periodo 1961-1987 | Parámetros climáticos promedio de Alcolea de Tajo en el periodo 1961-1987 | Parámetros climáticos promedio de Alcolea de Tajo en el periodo 1961-1987 | Parámetros climáticos promedio de Alcolea de Tajo en el periodo 1961-1987 | Parámetros climáticos promedio de Alcolea de Tajo en el periodo 1961-1987 | Parámetros climáticos promedio de Alcolea de Tajo en el periodo 1961-1987 | Parámetros climáticos promedio de Alcolea de Tajo en el periodo 1961-1987 | Parámetros climáticos promedio de Alcolea de Tajo en el periodo 1961-1987 | Parámetros climáticos promedio de Alcolea de Tajo en el periodo 1961-1987 | Parámetros climáticos promedio de Alcolea de Tajo en el periodo 1961-1987 | Parámetros climáticos promedio de Alcolea de Tajo en el periodo 1961-1987 | Parámetros climáticos promedio de Alcolea de Tajo en el periodo 1961-1987 |
| Mes | Ene.                                                                      | Feb.                                                                      | Mar.                                                                      | Abr.                                                                      | May.                                                                      | Jun.                                                                      | Jul.                                                                      | Ago.                                                                      | Sep.                                                                      | Oct.                                                                      | Nov.                                                                      | Dic.                                                                      | Anual                                                                     |
| --- | ------------------------------------------------------------------------- | ------------------------------------------------------------------------- | ------------------------------------------------------------------------- | ------------------------------------------------------------------------- | ------------------------------------------------------------------------- | ------------------------------------------------------------------------- | ------------------------------------------------------------------------- | ------------------------------------------------------------------------- | ------------------------------------------------------------------------- | ------------------------------------------------------------------------- | ------------------------------------------------------------------------- | ------------------------------------------------------------------------- | ------------------------------------------------------------------------- |
| Temp. media (°C) | 7.6                                                                       | 10.0                                                                      | 12.1                                                                      | 15.6                                                                      | 19.0                                                                      | 25.1                                                                      | 29.0                                                                      | 28.2                                                                      | 24.4                                                                      | 17.8                                                                      | 11.8                                                                      | 8.2                                                                       | 17.4                                                                      |
| Precipitación total (mm) | 63.3                                                                      | 64.3                                                                      | 48.0                                                                      | 50.7                                                                      | 39.6                                                                      | 32.4                                                                      | 6.9                                                                       | 10.5                                                                      | 35.8                                                                      | 48.7                                                                      | 58.7                                                                      | 56.0                                                                      | 515.4                                                                     |
| Fuente: Ministerio de Agricultura, Alimentación y Medio Ambiente. Datos de precipitación para el periodo 1961-1987 y de temperatura para el periodo 1970-1987 en Alcolea de Tajo 22 de octubre de 2012 |                                                                           |                                                                           |                                                                           |                                                                           |                                                                           |                                                                           |                                                                           |                                                                           |                                                                           |                                                                           |                                                                           |                                                                           |                                                                           |

## Historia

### Prehistoria
Los primeros asentamientos humanos de Alcolea de Tajo se encuentran situados en el paraje denominado Puente Pinos. Allí existió un asentamiento del Paleolítico inferior, de entre 150 000 a 350 000 años de antigüedad. Estudios recientes confirman la existencia de la desembocadura de un arroyo, que desembocaba en el río Tajo, con el siguiente estudio geológico: compuesto de tres capas el subsuelo. 1.ª capa, de tierra calcárea, con materiales orgánicos descompuestos (humus). 2.ª capa formada por arena de arroyo y río poco sedimentada. Dadas las calcificaciones de las piedras, el agua era de gran pureza y potable. 3.ª capa, de nivel arqueológico, con grava sedimentada del río y piezas del asentamiento humano (Edad de Piedra).
En el Cerro de la Mesa se ha descubierto un castro celtibérico de la Edad del Hierro habitado por los vettones, uno de los pueblos prerromanos de la península ibérica. Su antigüedad es de los siglos VI y V a. C. Durante las diferentes campañas de excavaciones realizadas en el yacimiento, se ha descubierto cerámica indígena, de las técmocas bruñida y roja con elementos decorativos, y de cerámica ática de importación.

### Período romano
En su jurisdicción nos encontramos con varias villae o villas romanas de los siglos III y IV. También son de interés varios asentamientos visigodos que suelen situarse en asentamientos de época del Bajo Imperio con sus respectivas necrópolis, algunas de ellas en perfecto estado y otras, expoliadas de época. Han sido descubiertos igualmente unos berracos vettones probablemente del s. III a. C. que se encuentran desplazados de su lugar originario (el Cerro de la Mesa), hasta la finca El Bercial de los Frailes.

### Dominio árabe

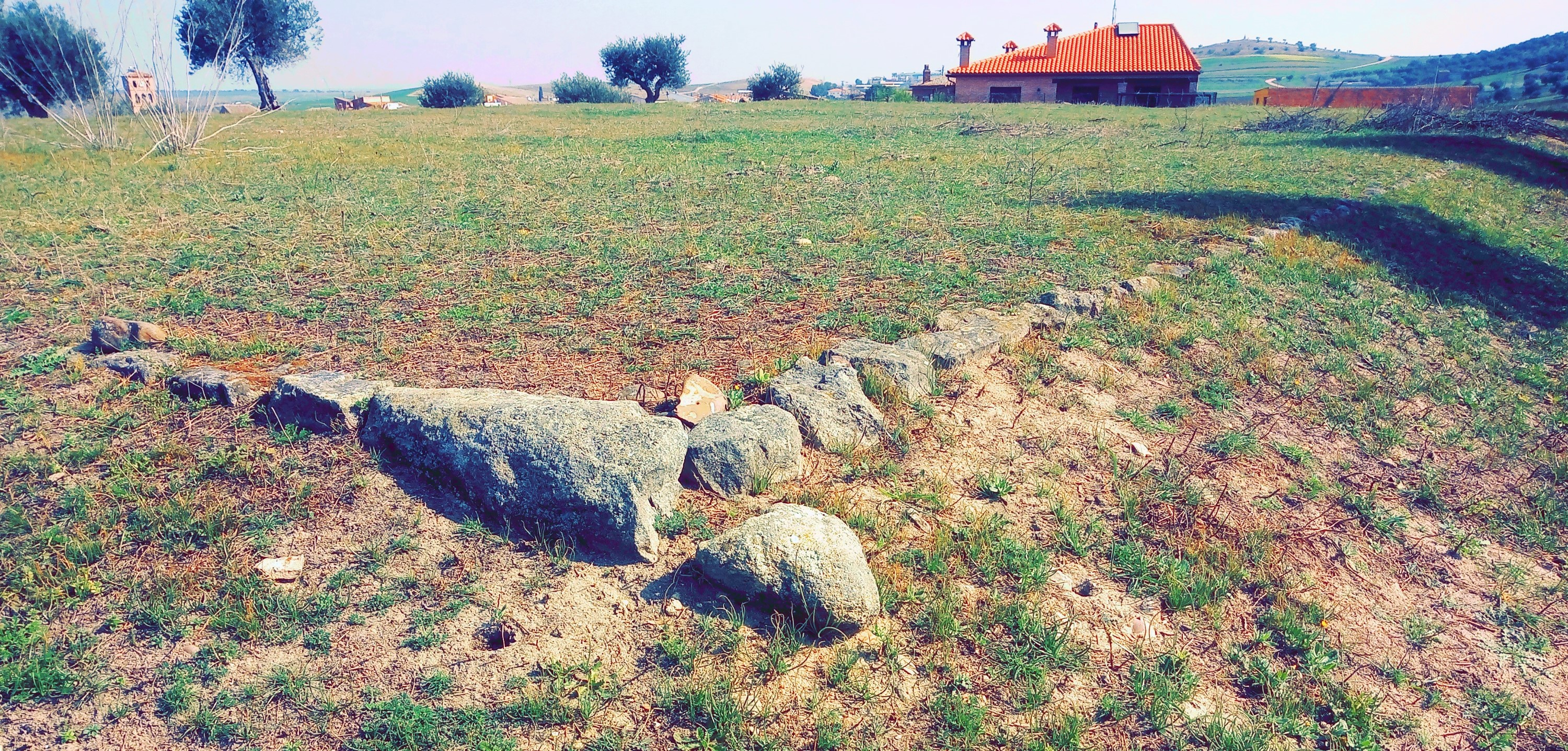
Restos de la antigua fortaleza de Alcolea de Tajo, primer asentamiento árabe y origen el emplazamiento de la localidad

El asentamiento originario de la ubicación actual del municipio fue fundado por poblaciones árabes que se establecieron de forma permanente en un cerro situado en lo que actualmente se identifica con el Cerro Sebastián. El lugar elegido para el asentamiento permanente fue conocido en la Edad Media como el Barranco de Alcolea. Las primeras familias, fundadoras de la ciudad, fueron de origen musulmán. Estas familias pertenecían a las invasiones que llevaron a cabo los almorávides y los almohades en los siglos X y XI. De esta época data la fortificación almohade llamada Ciudad de Vascos, situada a 20 km de Alcolea de Tajo, dentro del término municipal de Navalmoralejo. 
En el Cerro Sebastián se ha descubierto una fortificación o fortaleza, de cuya existencia derivaría el nombre del municipio, que sirvió a sus pobladores como bastión avanzado para controlar una gran extensión de terreno que permitía divisar todo el Campo del Arañuelo hasta la Sierra de Gredos.

### Reconquista

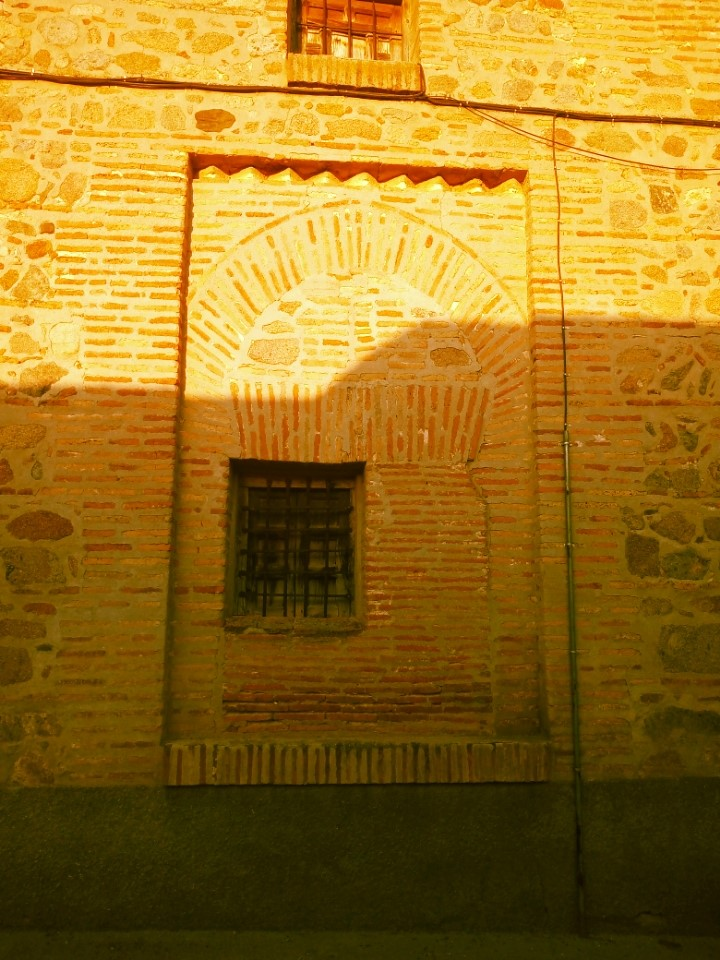
Entrada primitiva mozárabe de la Iglesia Nra. Sra. de la Asunción

A partir del siglo XI el Cerro Sebastián ha sido habitado permanentemente hasta nuestros días, de tal forma que a lo largo de los siglos la necesidad de expandirse ha configurado su actual aspecto urbano, típico de los pueblos jareños de la zona. 
Tras la conquista de la zona en el siglo XI, Alfonso VI de León entregó la población en 1085 a la Iglesia de Toledo (ciudad conquistada por la misma época), denominándose por entonces Alcolea de Talavera. 
Durante el reinado de Juan I, el arzobispo de Toledo Pedro Tenorio, señor de la villa de Alcolea, solicitó del rey el privilegio de franqueza para una pequeña parte de Alcolea, lugar en el que ordenó que se le construyese un palacio a las orillas del río Tajo. Uno de los mayores problemas que sufrieron los pobladores medievales de Alcolea se generaba con las crecidas de dicho río, impidiendo el paso al otro lado de la orilla y de esa forma provocando una imposibilidad de llevar a cabo el tránsito de víveres y mercancías. El Arzobispo de Toledo Pedro Tenorio ordenó la construcción de un puente de piedra (el Puente del Arzobispo), que es el que ha dado nombre a esa pequeña parte de Alcolea que se escindió definitivamente de su jurisdicción, El Puente del Arzobispo. Juan I quedó tan satisfecho de los trabajos que concedió, el 14 de marzo de 1390, privilegio de franqueza a todos los que poblaran Villafranca (actualmente El Puente del Arzobispo) y Alcolea, en cuyo municipio se construía el puente.
En recuerdo de los antiguos pobladores medievales, todavía encontramos topónimos que nos recuerdan estas migraciones, como El Barrio de Triana en las inmediaciones de este cerro, que fue habitado por sevillanos que poblaron estas tierras en el siglo XIII. En este cerro se han encontrado restos cerámicos de los siglos XIII, XIV, XV y XVI.

### SiglosXVIyXVII
Hay que mencionar un hecho que significó un cambio de señorío: la dignidad arzobispal realizó la venta de la Villa de Alcolea de Tajo, pasando a ser propiedad de la corona bajo el mandato del rey Felipe II. Pero el señorío pronto abandonaría la mano real para ser regida por Don Cosme de Meneses, Regidor de Talavera de la Reina, donde perteneció hasta la abolición de los señoríos en el siglo XIX.

El origen de la rivalidad entre Alcolea de Tajo y Puente del Arzobispo data de esta época como consecuencia de los pleitos entre ambas villas por el derecho al pastoreo. Además, entró otro participante en el problema del terreno: Talavera de la Reina. La decisión del tribunal sobre el pleito entre las tres villas es aún desconocida. 

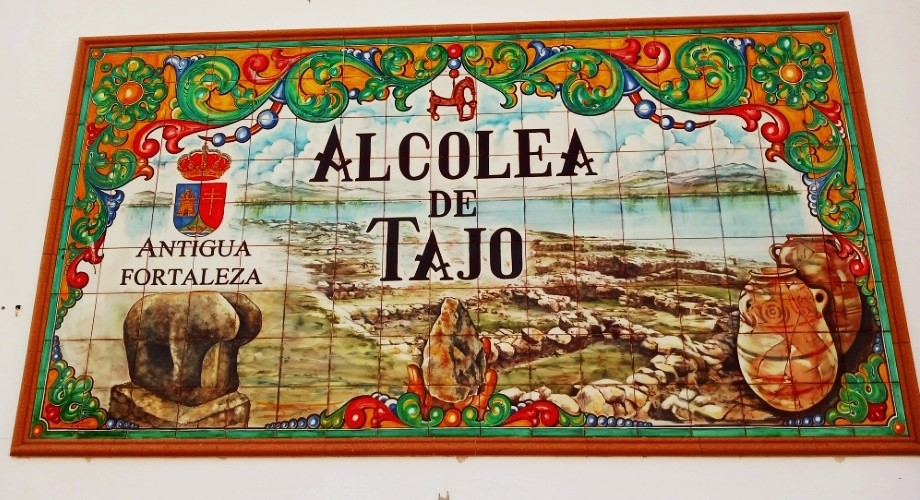
Mural cerámico plaza Agustín Contreras

De los pocos personajes ilustres que Alcolea de Tajo ha proporcionado, hay que destacar en esta época a Fray Andrés Torrejón, nacido en Alcolea en la segunda mitad del siglo XVI. También destaca Gabriel López Bonilla, astrólogo, astrónomo y matemático, que embarcó hacia la Nueva España y residió en Ciudad de México.
Durante esta época, hubo personas que partieron a las Américas durante los siglos de oro. Entre ellos hay que destacar a Agustín Contreras, natural de Alcolea, el cual marchó a las Américas durante el siglo XVII y desde allí, tras obtener el puesto de Deán de la Santa Iglesias de la Paz en Indias, envió para la decoración de la Iglesia de la Asunción de Alcolea una lámpara de plata viva y unos utensilios de oro y plata para la liturgia. Esta donación tuvo lugar en el año 1763, según aparece afirmado en las Descripciones del Cardenal Lorenzana:

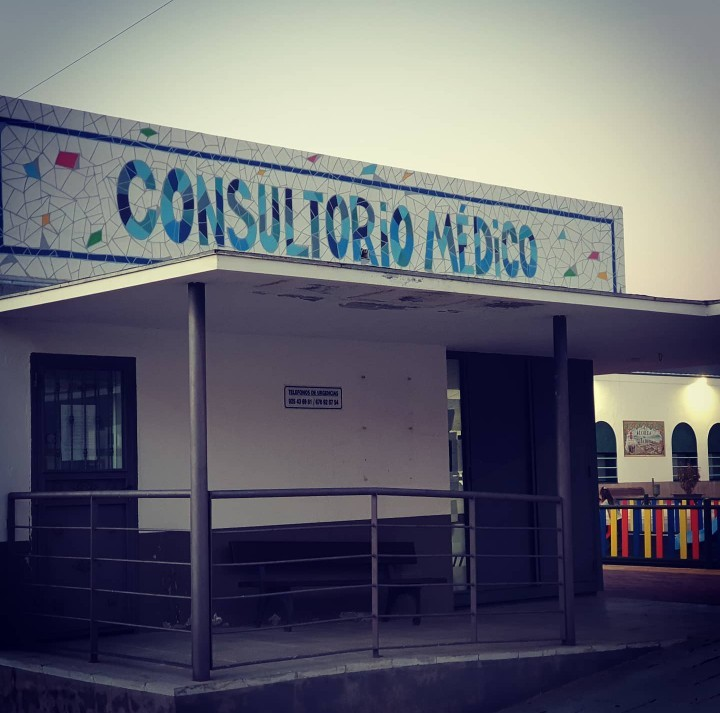
Consultorio médico con Mural estilo azulejos Gaudí

"...una grande y bien trabajada lampara digna de una cathedral, donazion de don Agustín de Contreras, natural de esta Villa de Alcolea y dean de la santa iglesia de la Paz en Indias, el cual tambien costeo el retablo del altar mayor y tambien imbio para servizio de su iglesia caliz, patena, vandeja, vinageras y esquilita de plata sobredorada, de bastante peso y exquisita hechura, haze poco más de veinte años (según el cálculo en 1763)"

### SigloXVIII
Destaca una de las actuaciones catastrales más importantes de la historia de España propuesta por el Marqués de la Ensenada, Ministro de Hacienda del rey Fernando VI. El catastro se realizó por todos los pueblos y ciudades del Reino de Castilla desde 1750 hasta 1754. Se dio comienzo en la Villa de Alcolea de Tajo el día 22 de noviembre de 1751, en presencia de don Ramón Martín Palomeque, juez-subdelegado del Intendente General de la Provincia y Reino de Toledo. Se realizó en presencia del cura de la Iglesia Parroquial, el alcalde de la villa y el regidor de la misma. 
Del cuestionario de 40 preguntas que se realizó en esta operación se puede sacar información de interés sobre la villa. Se afirma que el nombre de la localidad es Alcolea de Tajo y se delimitan sus fronteras, las cuales se conservan en la actualidad, a excepción de las tierras del Convento y Villa del Bercial, posesión del Monasterio de las Huelgas Reales, en Burgos. Se especifica también el carácter de la tierra, en su mayoría de secano, y el cobro de los Diezmos por parte de la Dignidad Arzobispal y de los Hospitales de Puente del Arzobispo. El censo que se hace de los vecinos es de 46 a 48 habitantes.

### Siglos XIX, XX y XXI

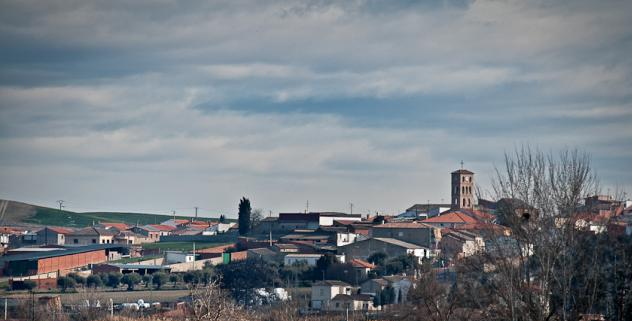
Vista de Alcolea de Tajo

La llegada de la Edad Contemporánea supone un verdadero renacimiento de la Villa de Alcolea, el momento de su mayor desarrollo gracias al crecimiento demográfico como consecuencia del descenso de la mortalidad y la llegada de nuevos pobladores venidos de pueblos vecinos.

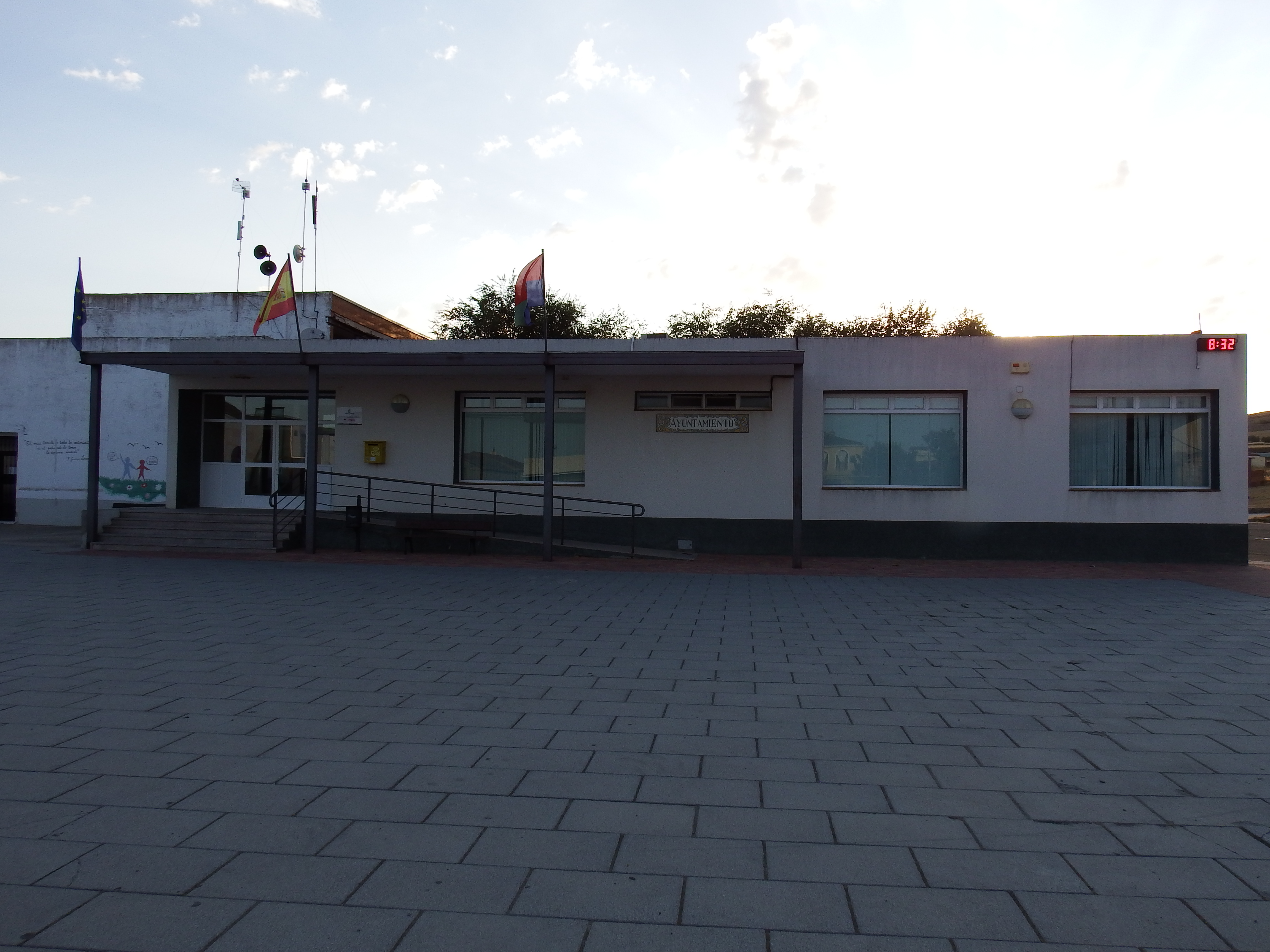
Ayuntamiento de Alcolea de Tajo.

El siglo XIX comienza con un enfrentamiento a nivel nacional, la Guerra de la Independencia, entre españoles y las tropas francesas de Napoleón. En Alcolea encontramos un episodio de esta guerra cuando los batallones españoles e ingleses huían hacia Cáceres. Este acontecimiento se conoce como la Batalla de Puente del Arzobispo, aunque los historiadores suelen coincidir al localizar la batalla a orillas del Arroyo de la Teja. Se contabilizan las pérdidas españolas en más de un millar. Aunque no fue la batalla en Alcolea, la invasión de las tropas francesas del pueblo vecino, causó estragos en Alcolea de Tajo tales como el saqueo y la quema de las imágenes y bienes de la Iglesia Parroquial. La retirada de las tropas francesas de Puente no se produjo hasta julio de 1812, momento en el cual se retoma el control por las autoridades eclesiásticas y civiles tanto de Puente del Arzobispo como de Alcolea de Tajo. El 15 de agosto de 1812 se reunió en Alcolea una junta para realizar la jura de la primera constitución que ha tenido España, la Constitución de 1812.
Hay que destacar la desamortización que sufrió el Convento de los Frailes del Bercial de San Rafael. cuyas tierras fueron repartidas por los vecinos de Alcolea, y finalmente condujeron a la creación de un nuevo pueblo situado a tres kilómetros de Alcolea, denominado El Bercial, a mediados del siglo XX. Durante todo este siglo el crecimiento de la población alcanzó su colmen económico y demográfico, aunque a finales de siglo se comenzó a notar el retroceso debido principalmente al envejecimiento de la población y la migración a las grandes ciudades.

## Demografía
Cuenta con una población de 829 habitantes (INE 2024).
| Gráfica de evolución demográfica de Alcolea de Tajo entre 1842 y 2021                                                 |
| |
| Población de derecho según los censos de población del INE. Población de hecho según los censos de población del INE. |

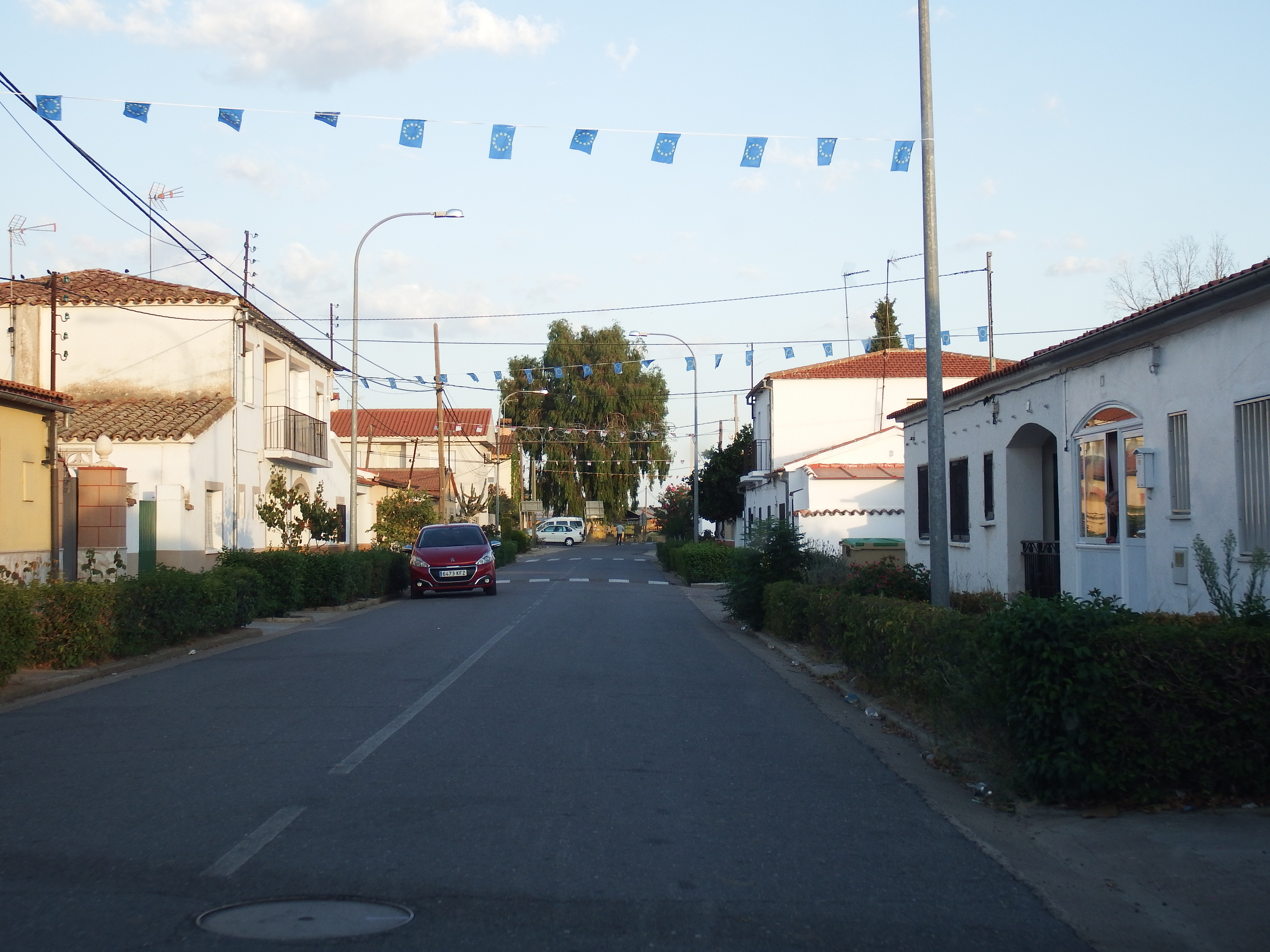
Núcleo de El Bercial

Consta de los siguientes pequeños núcleos de población:
- La pedanía de El Bercial.
- La finca de El Bercial de San Rafael.
- La zona de Vistalegre (aledaño a Puente del Arzobispo).

## Economía

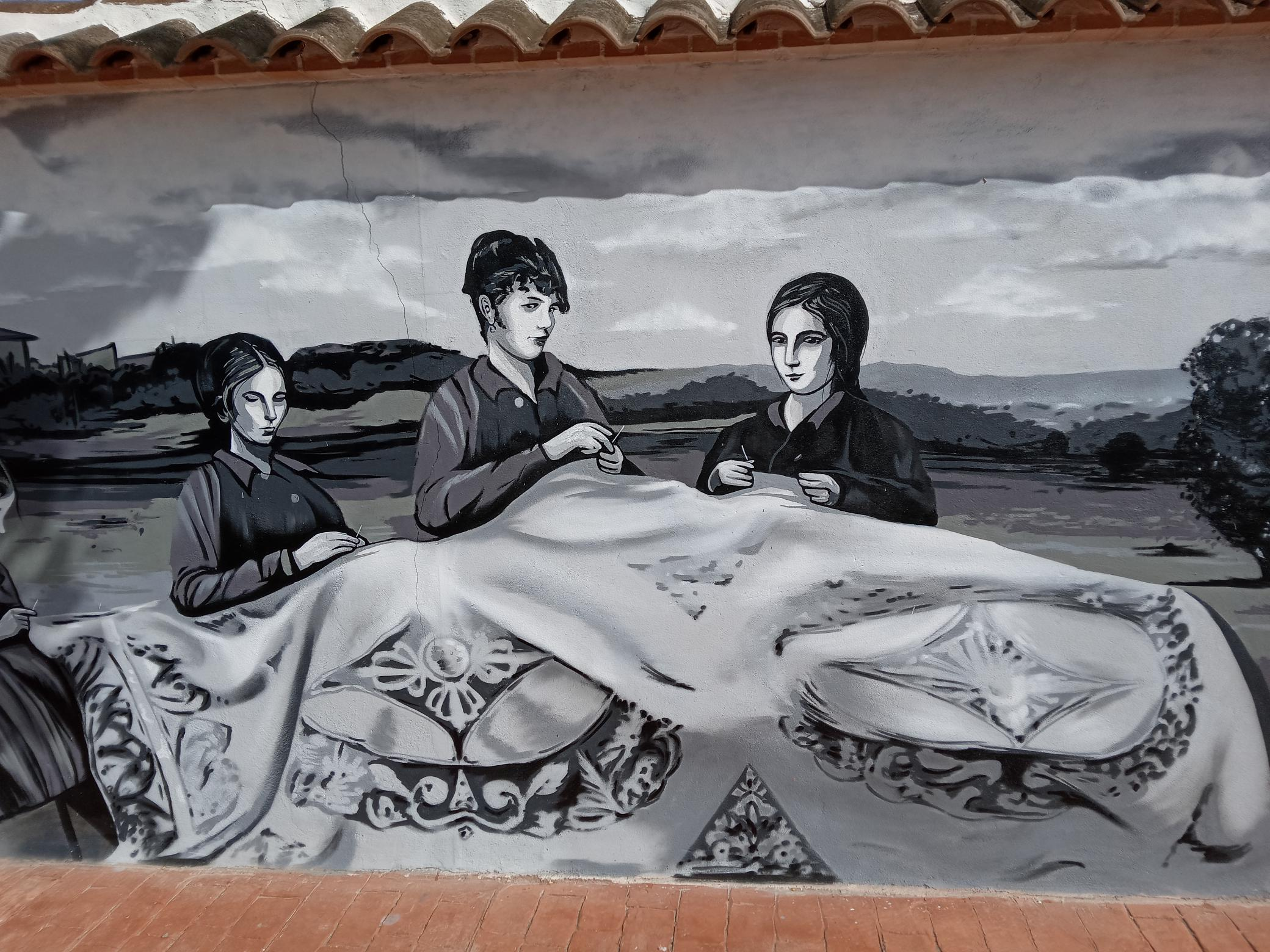
Trampantojo Costureras alcoleanas

Es una localidad íntimamente unida a Talavera de la Reina. Su principal elemento económico es la agricultura, la ganadería y las industrias de transformación alimentaria. Entre las explotaciones agrarias, destaca el regadío, los olivos, las huertas y se están dedicando grandes extensiones a la plantación de almendros. En cuanto a la ganadería, destacan las granjas avícolas. Gran parte de la actividad productiva del pueblo se realiza en las industrias de transformación alimentaria, en concreto, en mataderos. 
El paro en febrero de 2021 se situaba en un total de 109 personas, divididas en 39 hombres y 70 mujeres, de las cuales 8 se dedican al sector agrario, 9 a la industria, 3 a la construcción y 81 al sector servicios.

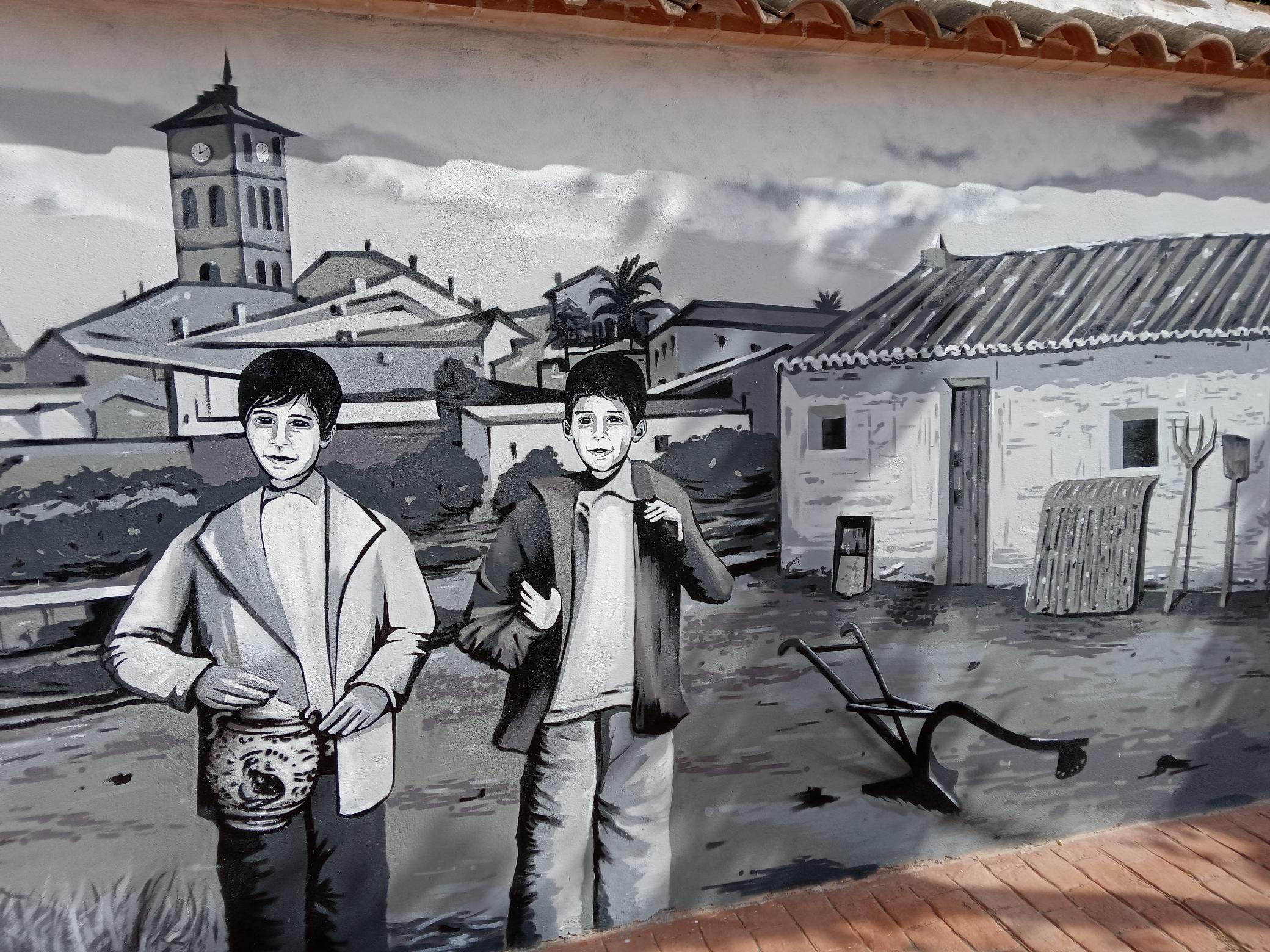
Trampantojo niños de Alcolea

## Educación
En el pueblo tan solo se pueden cursar los estudios desde infantil a primaria en el CRA Río Tajo. A raíz de la pandemia por la Covid-19, el colegio ha visto incrementadas las matriculaciones. Para poder realizar la educación secundaria, los alumnos acuden a Oropesa o a Talavera de la Reina.  

## Símbolos
Escudo partido: 1.º, de azur, un castillo de oro; 2.º, de gules, una cruz, de oro; en punta, se sinople, una barca, de oro, sobre ondas de plata y azur. Al timbre, corona real cerrada.
El escudo municipal de Alcolea de Tajo fue encargado en 1982 por el Ayuntamiento a los heraldistas e historiadores Buenaventura Leblic García y José Luis Ruz Márquez. Diseño e informe obtuvieron la aprobación de la Real Academia de la Historia en 1986.

## Administración
Tras las elecciones municipales celebradas el 26 de mayo de 2019 en España, el Partido Socialista Obrero Español (PSOE) fue la fuerza más votada con el 81,88 % de los votos, lo que se traduce en 461 votos a favor de Ignacio López Moreno, quien regenta el cargo de alcalde desde el año 1995, revalidando su candidatura por séptima vez consecutiva. De los 7 concejales a repartir en el Ayuntamiento, el PSOE obtuvo un total de 6 concejales, logrando la mayoría absoluta. Frente a estos, el Partido Popular (PP) obtuvo el 17,41 % de los votos, lo que se traduce en 98 a favor de Alberto Morales Sánchez.
| Periodo   | Nombre                 | Partido   |
| --------- | ---------------------- | --------- |
| 1979-1983 | Desiderio Muñoz Cuesta | UCD       |
| 1983-1987 | Desiderio Muñoz Cuesta | AP/PDP/UL |
| 1987-1991 | Desiderio Muñoz Cuesta | PP        |
| 1991-1995 | Desiderio Muñoz Cuesta | PP        |
| 1995-1999 | Ignacio Moreno López   | PSOE      |
| 1999-2003 | Ignacio Moreno López   | PSOE      |
| 2003-2007 | Ignacio Moreno López   | PSOE      |
| 2007-2011 | Ignacio Moreno López   | PSOE      |
| 2011-2015 | Ignacio Moreno López   | PSOE      |
| 2015-2019 | Ignacio Moreno López   | PSOE      |
| 2019-2023 | Ignacio Moreno López   | PSOE      |
| 2023-act. | Ignacio Moreno López   | PSOE      |

## Monumentos

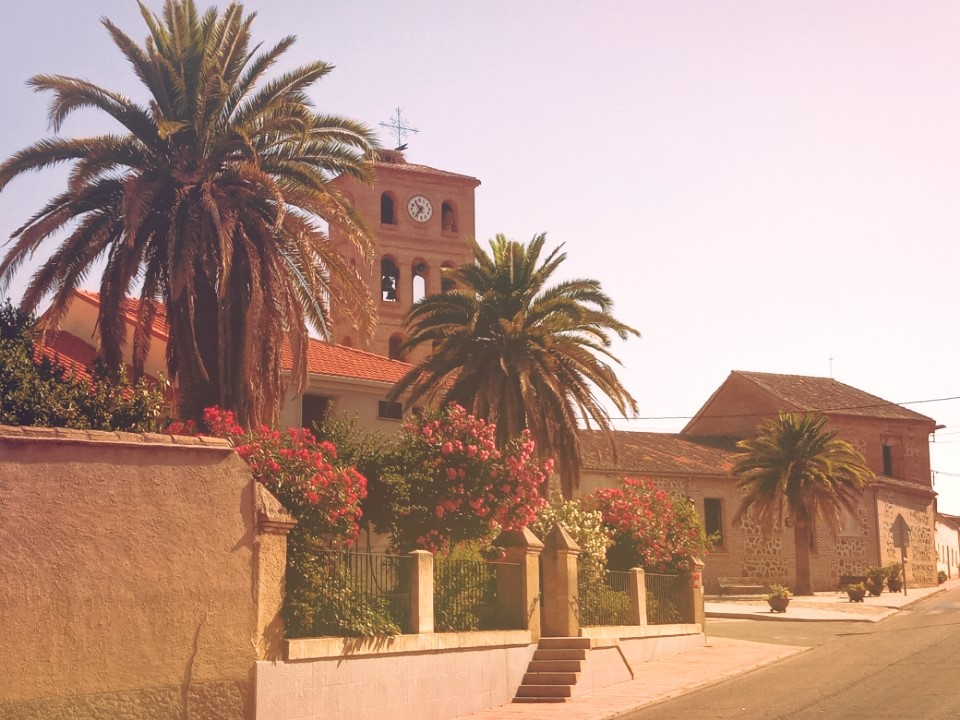
Plaza de la Iglesia

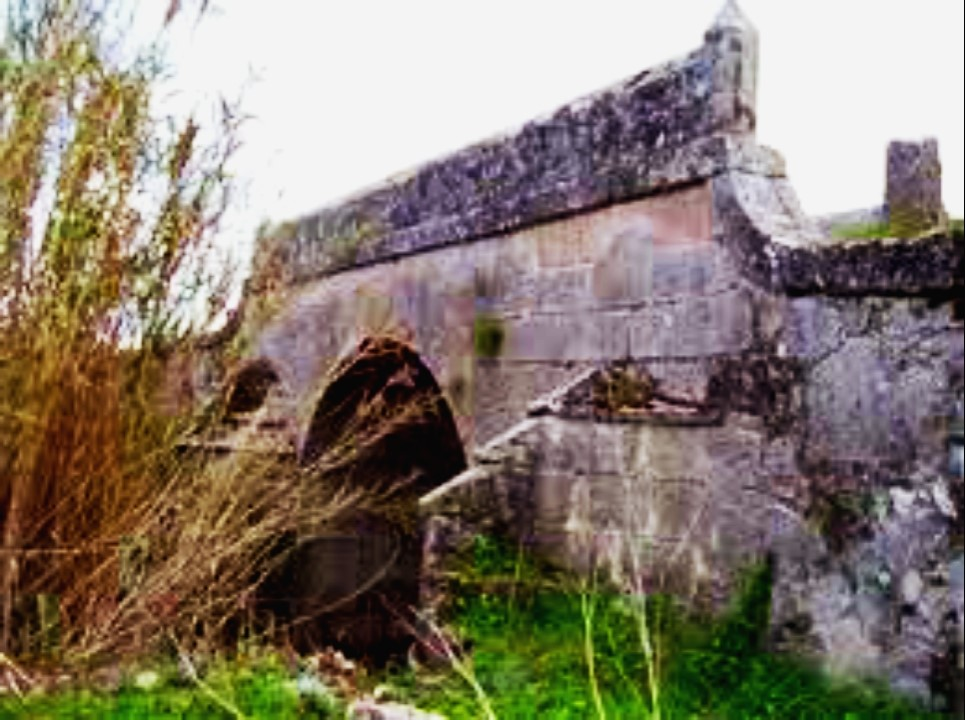
Puente de las Cañadas, lugar de paso del Camino Real de Guadalupe a las afueras del municipio.

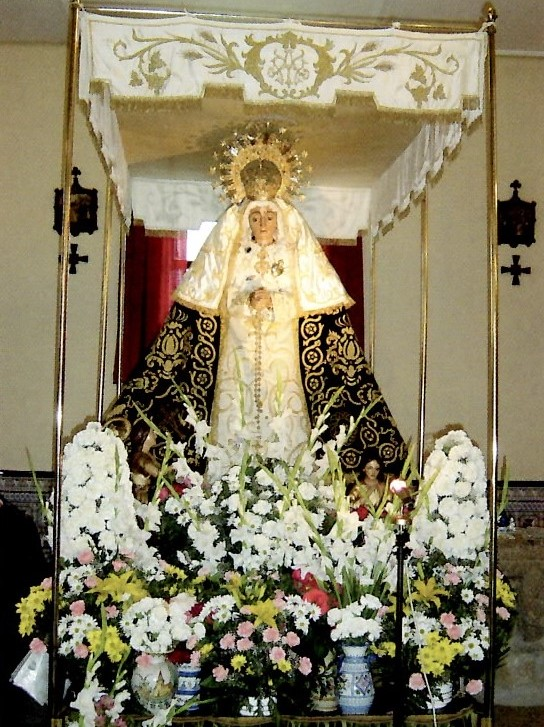
Imagen de Nuestra Señora de los Dolores.

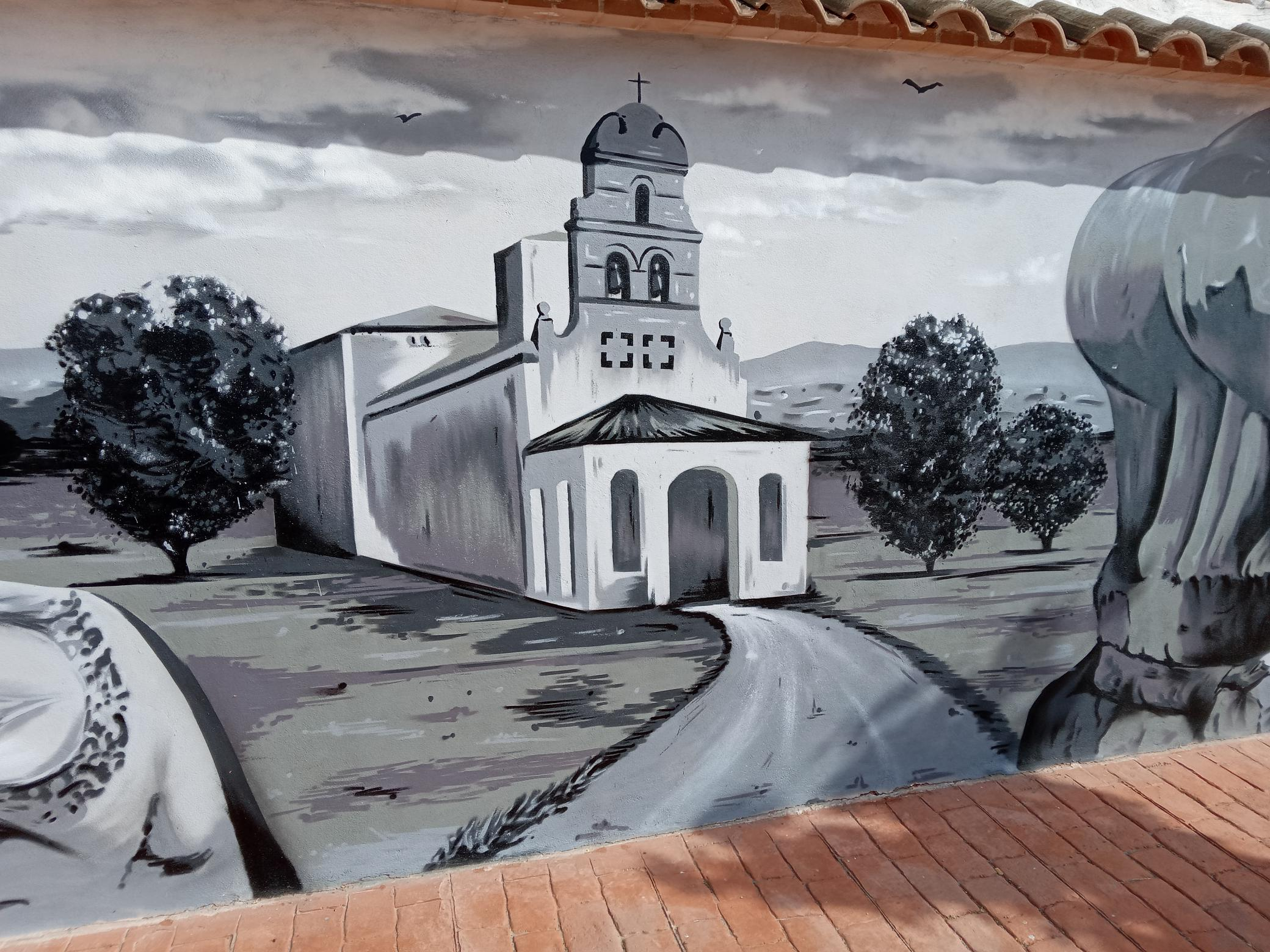
Iglesia de Santa María Magdalena, Bercial de San Rafael.

- Iglesia de Santa María Magdalena, Bercial de San Rafael.Iglesia de Nuestra Señora de la Asunción, siglo XV, estilo gótico mudéjar. Destacan su esbelta torre de cuatro pisos con arcos de medio punto, su pila bautismal labrada en piedra del siglo XI, el cristo El Gringo original de Perú traído por el Obispo de Lima natural del municipio en el siglo XVI, la bóveda de madera artesonada con arco de medio punto de piedra.
- Crucero Justicia, Situado en el exterior de la iglesia, original para ajusticiar en el medievo.
- Ermita de Bienvenida de estilo gótico tardío.
- Puente medieval de las Cañadas. El puente se sitúa en el paso de la Cañada Real Leonesa Oriental con Extremadura y Andalucía y por él cruza el Camino Real de Guadalupe.[23]
- Monasterio de San Rafael e Iglesia de Santa María Magdalena, situado en la finca El Bercial de San Rafael donde también se encuentran las esculturas vetonas de los verracos originales del yacimiento arqueológico Cerro de la Mesa.
- Yacimientos arqueológicos prerromanos del Cerro de la Mesa y Puente Pino, situados en el paraje natural El Ribero junto al pantano de la localidad. Fueron descubiertos a principios del siglo XXI. En el yacimiento Cerro de la Mesa se han hallado indicios de presencia humana hace un millón de años, mientras que el yacimiento Puente Pino estuvo habitado por vettones.[24]
- Restos de la fortaleza del Cerro San Sebastián donde se ubicó una ermita del mismo nombre.

## Fiestas
- Nuestra Señora de los Dolores, 12 y 13 de mayo. Los alcoleanos guardan devoción por la Virgen de los Dolores debido a un acontecimiento acaecido a finales del siglo XVIII. El día 12 de mayo de 1779 comenzó con una climatología adversa. A las cuatro de la tarde, el día se convirtió en noche y una gran tormenta se avecinaba. Ante el temor de perder las cosechas, los vecinos se concentraron en la Iglesia para rezar a la Virgen de los Dolores. Esta concentración estuvo liderada por Bárbara Copado Sánchez, una de las mujeres más religiosas del pueblo. Cuando terminó la tormenta, los vecinos salieron a observar los daños causados por la tormenta. Sin embargo, la tormenta solamente afectó a los pueblos vecinos, sin causar pérdidas en las tierras de Alcolea. Fue entonces cuando el pueblo comenzó a guardar devoción por la Virgen de los Dolores y Bárbara Copado propuso sacarla en procesión como símbolo de agradecimiento todos los 12 de mayo.
- Carnavales. Hoy en día es una celebración muy desvirtuada en el pueblo. La gente se vestía con sus mejores galas, incluso algunas personas se disfrazaban con cofias o lucían sus mantones por las calles del pueblo. Las cofradías aprovechan para vender rosquillas, floretas y canutos de miel para obtener dinero de su venta y dedicarlo a asuntos religiosos, como mejoras en la iglesia.
- La Candelaria, 2 de febrero. Se celebraban misas y procesiones con luminarias para anunciar el final del invierno, celebrando la llegada progresiva del buen tiempo y la Semana Santa. Los recién nacidos son presentados ante la Virgen de los Dolores.
- San Blas, 3 de febrero. Los vecinos preparan una comida campestre basada en tortillas, embutidos, pan y vino y acuden a comer a los montes de alrededor o en las laderas del Rivero, donde permanecían todo el día de celebración.
- Semana Santa. El pueblo está íntimamente relacionado con las celebraciones religiosas cristianas. Se celebran numerosas procesiones y un Vía Crucis por las calles del pueblo. El Domingo de Resurrección se celebra la procesión conocida como "El Encuentro", donde las imágenes de Cristo resucitado y la Virgen de los Dolores se encuentran y se procede a una quema de Judas. La gastronomía típica de esta celebración se basa en torrijas de leche o vino y los sapillos.
- San Isidro Labrador. Se celebra el 15 de mayo y tiene gran acogida entre los ciudadanos de Alcolea por ser el patrón de los agricultores. Se celebra una procesión por el pueblo con la imagen de San Isidro.
- Virgen de la Asunción, 15 de agosto. Patrona del pueblo de Alcolea de Tajo.
- Día de todos los Santos, 1 de noviembre. Además del respeto a los difuntos, es costumbre en el pueblo acudir al campo por la tarde para realizar una merienda al aire libre, acudiendo al monte con castañas, higos secos, almendrucos y pan de anís.[25]

## Camino Real de Guadalupe
Fue paso de Peregrinación de Caballeros, Nobles y Reyes, como los Reyes Católicos, que utilizaron la Villa como lugar de parada. Actualmente, también entra dentro de la ruta de Madrid y Toledo a Guadalupe. Alcolea de Tajo participa junto con el resto de pueblos en la conservación del Camino a Guadalupe como un elemento de atracción del pueblo para aumentar su actividad y atraer el turismo. Es frecuente ver peregrinos y senderistas realizando la octava etapa del Camino Real de Guadalupe en su paso por Alcolea de Tajo.

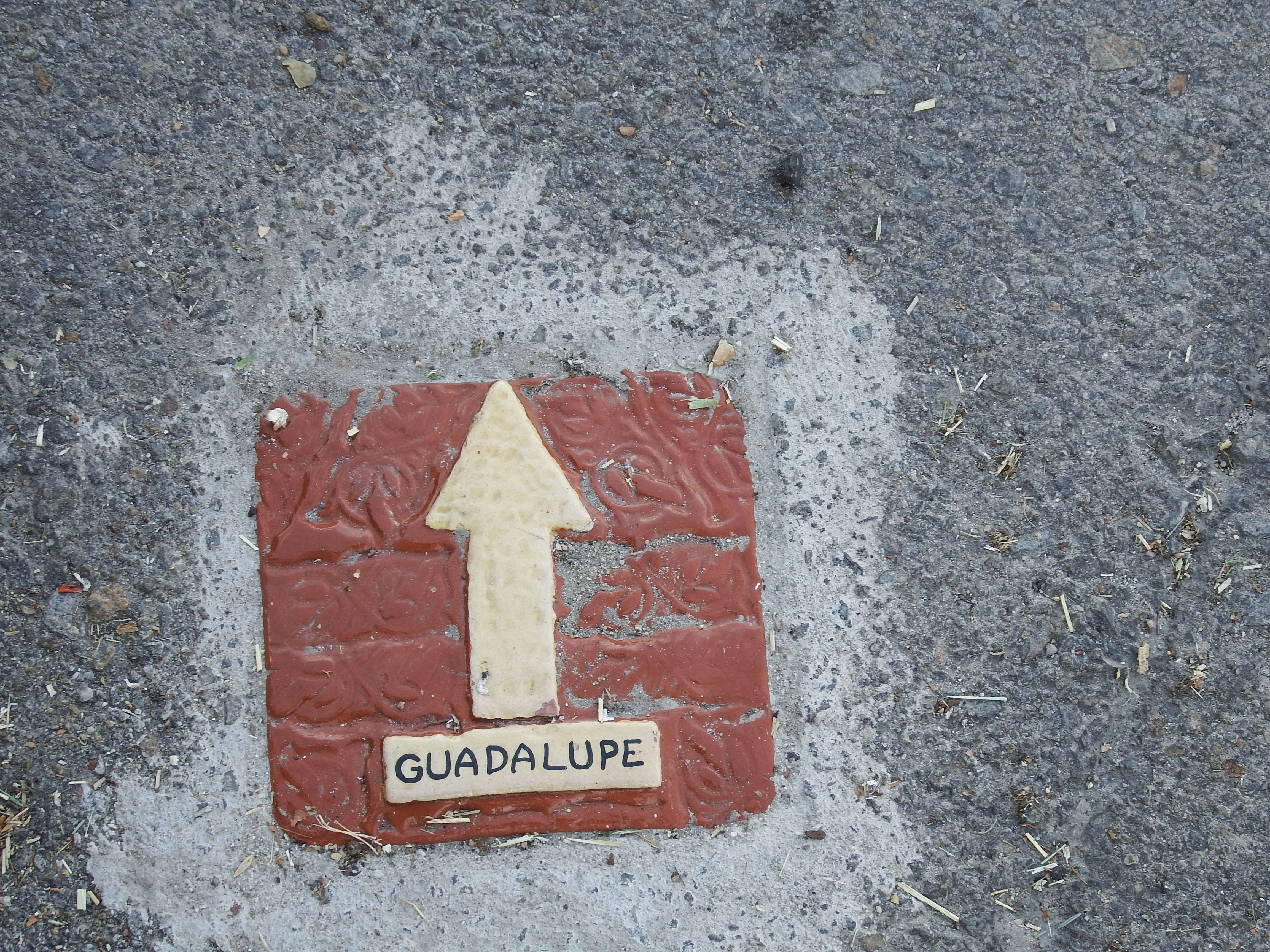
Azulejo que marca la ruta del Camino Real de Guadalupe en las calles del pueblo.